# Mars 1823

## Événements
- 19 mars : Augustin Ier du Mexique est renversé par un officier, Santa Anna. Proclamation de la République mexicaine.

## Naissances
- 10 mars : Xavier de Montépin, écrivain français († 1902).
- 14 mars : Théodore de Banville, homme de lettres français († 1891).
- 25 mars : James Bertrand, peintre et lithographe français († 23 septembre 1887).
- 31 mars : Alexandre Ostrovski, dramaturge russe († 2 juin 1886, 63 ans).

## Décès
- 10 mars : Antoine Kosiński, général polonais (° 16 décembre 1769).
- 14 mars : Charles François Dumouriez, Général français (° 1739).
- 20 mars :
  - Grigori Ougrioumov, peintre russe (° 11 mai 1764).
  - Georg Bicker, médecin allemand (° 30 juin 1754).
- 28 mars : Jean-Baptiste-Louis Cazin, peintre français (° 1753).